# Pilotrichum elegans
Pilotrichum elegans là một loài rêu trong họ Pilotrichaceae. Loài này được (Dozy & Molk.) Müll. Hal. mô tả khoa học đầu tiên năm 1850.